# Meschgin

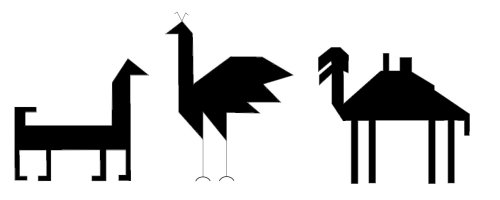
Beispiele für Tiermotive

Der Meschgin (persisch قالی مشگین‌شهر) ist eine Teppichart, die im kaukasusnahen persischen Aserbaidschan (persisch آذربايجان Āzārbāyjān) verbreitet ist. Der Meschgin präsentiert sich in Form von Brücken (kleinen bis mittelgroßen, meist recht wertvollen Teppichen) und Läufern (Teppiche von langem schmalem Format). Geknüpft werden die Teppiche von (zumeist viehzüchtenden) Bergnomaden der Region.
Meschgins sind gediegene und oft sehr schöne Erzeugnisse mit vorwiegend großzügigen geometrischen Mustern. Sowohl in Struktur als auch Muster stehen sie den Eigenschaften kaukasischer Teppichsorten sehr nahe. Operiert wird mit baumwollenen oder wollenen Kettfäden und wollenen Schussfäden. Der Flor steht halbhoch und besteht aus vorzüglicher, glänzender Gebirgsschafwolle. Das Muster wartet mit an der Längsachse aufgereihten, hakenbesetzten Oktogonen, Hexagonen oder Rauten auf. Auf dem zumeist roten Grund zeigen sich Rosetten, geometrische Formen, Boteh- und Rapportmuster sowie bisweilen Tiermotive. 
Meschegins weisen meist etwa 120.000 türkische Knoten pro m².